# Cancer Radiotherapie
Cancer Radiotherapie is een Frans, aan collegiale toetsing onderworpen wetenschappelijk tijdschrift op het gebied van de radiotherapie. De naam wordt in literatuurverwijzingen meestal afgekort tot Canc. Radiother. Het wordt uitgegeven door Elsevier namens de Société française de radiothérapie oncologique en verschijnt 8 keer per jaar. Het publiceert artikelen in het Engels en in het Frans.